# Chaetopsylla tuberculaticeps
Chaetopsylla tuberculaticeps är en loppart som först beskrevs av Mario Bezzi 1890.  Chaetopsylla tuberculaticeps ingår i släktet Chaetopsylla och familjen grävlingloppor. Inga underarter finns listade i Catalogue of Life.